# Йоганн Данієль Міліус

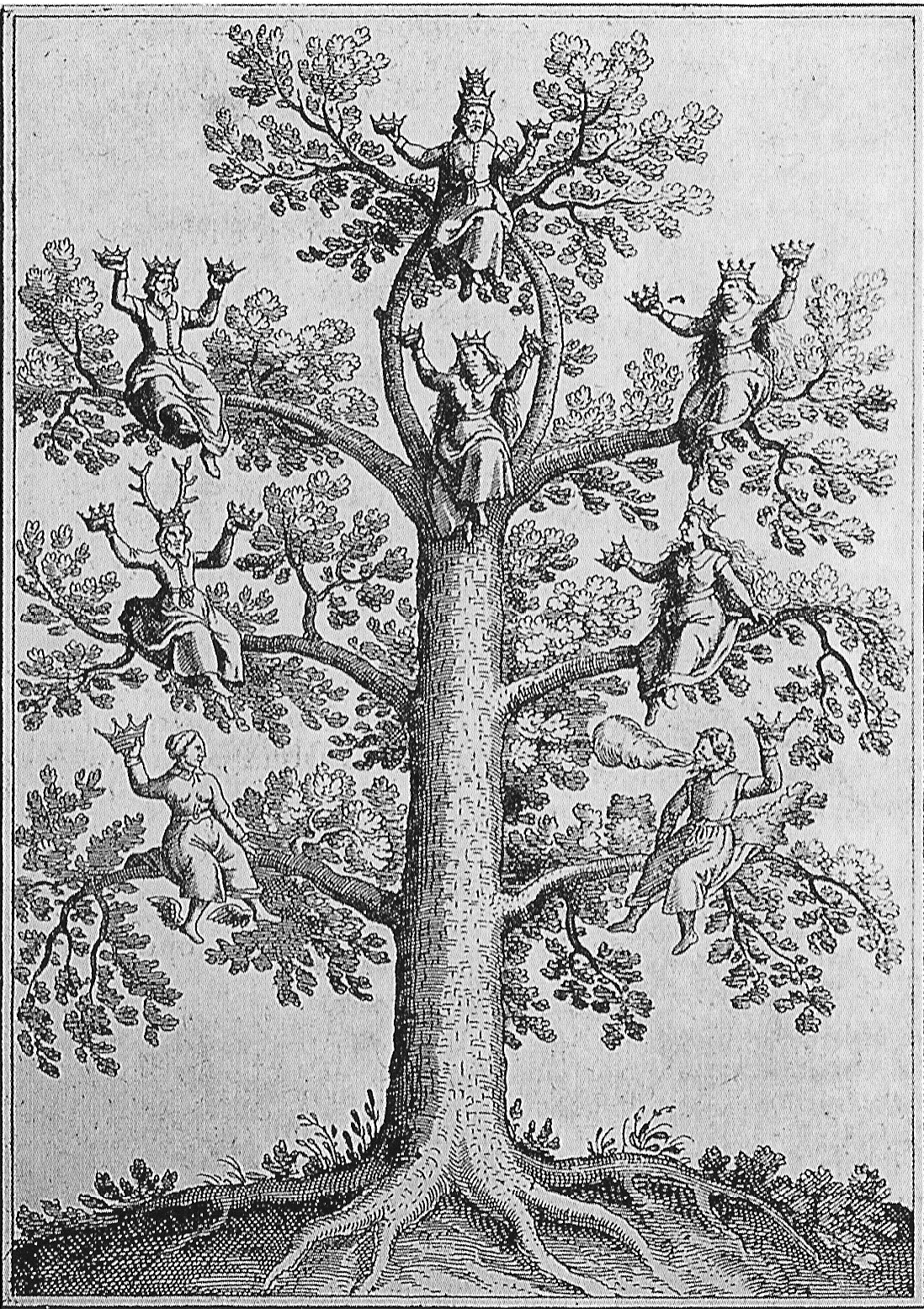
Ілюстрація «Anatomia auri » Міліуса 1628 року

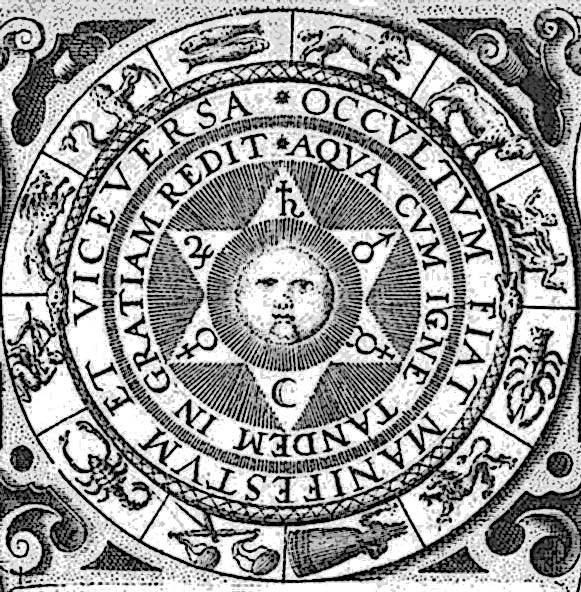
Ілюстрація з Opus medico-chymicum Міліуса 1618 року

Йоганн Данієль Міліус (бл. 1583 р – 1642) був композитором для лютні та автором алхімії. Народився у Веттері в сучасному Гессені, Німеччина, він продовжив вивчати теологію та медицину в Марбурзькому університеті. Він був шурином і учнем Йоганна Гартмана (1568–1613). 
У 1616 році, бувши ще студентом медицини, Міліус опублікував «Ятрохіміка » Дункана Бернета .  Opus medico-chymicum, власна алхімічна праця Міліуса, була опублікована через два роки. Відомий завдяки збірці Thesaurus gratiarum (1622) п’єс для лютні.  У тому ж році його Philosophia Reformata було опубліковано.  Міліус був особистим лікарем Моріца з Гессена, а серед його покровителів були Моріс і Фредерік Генрі з Нассау .

## Роботи
- Opus medico-chymicum. 1618 рік.
- Антидотарій. 1620 рік.
- Реформована філософія. 1622 рік.
- Анатомія вушної раковини. 1628 рік.
- Danielis Milii Pharmacopoeae spagyricae, sive Practicae universalis Galeno-chymicae libri duo. - Франкофурті : Schönwetter, 1628. Цифрове видання